# Agnes Cecilia
Agnes Cecilia ist ein schwedischer Spielfilm. Die deutsche Erstausstrahlung erfolgte am 30. November 1992 im ZDF. Die Serie beruht auf der preisgekrönten Kinoproduktion Agnes Cecilia – en sällsam historia des Regisseurs Anders Grönros aus dem Jahr 1991 nach dem Roman der mit Astrid Lindgren befreundeten Autorin Maria Gripe. Der schwedische Filmkomponist Johan Söderqvist schrieb die Klaviermusik zu dem Film. Der Film (127 Minuten) beschreibt wie Nora ihre eigene Familiengeschichte entdeckt.

## Handlung
Eleonora Hed, genannt Nora, verliert ihre Eltern bei einem Unfall, als sie fünf Jahre alt ist. Sie wächst anschließend bei einer Pflegefamilie auf. Die Pflegefamilie besteht aus dem Ehepaar Anders und Karin und ihrem gleichaltrigen Sohn Dag. Anders ist Studienrat und Karin ist Bibliothekarin. Als die Familie zwölf Jahre später in ein altes Haus umzieht, entdecken sie eine alte Fotografie und Ballettschuhe der früheren Bewohnerin des Hauses. Sie gehörten der Ballett-Tänzerin Cecilia.
Die Fotografie zeigt die Tänzerin als Kind mit ihrer Tante Hedwig und ihrer Mutter Agnes. Nora erfährt, dass Agnes ihre Urgroßmutter ist. Da Cecilia im Jahr 1906 als uneheliches Kind geboren wurde, gab Agnes sie als Kind weg, um im Jahr 1910 heiraten zu können. Agnes heiratete einen Kaufmann aus Stockholm und hatte mit ihm eine Tochter, Vera, die später Noras Großmutter wurde.
Die Ballett-Tänzerin Cecilia wurde von ihrem Ballettlehrer schwanger, der sich aber weigerte Cecilia zu heiraten. Bei der Geburt des Knaben verstarb Cecilia. Der Junge, Martin genannt, wurde zur Adoption freigegeben. Als erwachsener Mann zeugte Martin mit Carita ein Mädchen, das sowohl nach seiner Urgroßmutter Agnes, als auch nach seiner Großmutter Cecilia benannt wird. Die junge Agnes Cecilia Eng, nennt sich auch Tetti und freundet sich mit Dag und Nora an.

## Auszeichnungen
1992 wurde die Produktion in der Kategorie Bester Film mit dem Guldbagge ausgezeichnet.